# Gaspard François Frédéric Le Breton
Gaspard François Frédéric Le Breton (Morlaix, 31 agosto 1820 – Nancy, 10 luglio 1881) è stato un militare francese.
Partecipò alla campagna d'Italia del 1859 come comandante del 2º reggimento dei granatieri della Guardia Imperiale alla battaglia di Solferino, nella quale rimase ferito alla spalla destra.